# Hilarempis undumeni
Hilarempis undumeni är en tvåvingeart som beskrevs av Smith 1969. Hilarempis undumeni ingår i släktet Hilarempis och familjen dansflugor. Inga underarter finns listade i Catalogue of Life.